# Буджак (Украина)
Буджак (укр. Буджак; до 2024 года — Бородино) — посёлок в Болградском районе Одесской области Украины, административный центр Бородинской поселковой общины.

## Название
Название в честь исторической области Бессарабии, занимающей южную часть междуречья Дуная и Днестра, на востоке омываемую Чёрным морем.

## Географическое положение
Расположен в 12 км к северо-востоку от железнодорожной станции Березино, на дороге Бендеры—Измаил. Протекает река Сака.

## История
Основано в 1814 немецкими колонистами-лютеранами. Основатели — 115 сем. из Вюртемберга (в 1803 выехали в Польшу), Зап. Пруссии, Мекленбурга, Саксонии.
До 1917 — Бессарабская губ., Аккерманский/Бендерский у., Клястицкий колон. окр.; Клястицкая вол.;
В 1912 году здесь найден Бородинский клад, представляющий большую историческую и научную ценность.
После 1917 — в сост. Румынии, в наст. время — Одесская обл., Тарутинский р-н.
22 апреля 1941 года Бородино стало центром Бородинского района Измаильской области.
В ходе Великой Отечественной войны в 1941—1944 годы селение находилось под немецко-румынской оккупацией.
В июле 1995 года Кабинет министров Украины утвердил решение о приватизации находившегося здесь совхоза.
В 2024 году решением Верховной рады Украины посёлок переименован в Буджак

## Население
594 (1818), 637 (1827), 792 (1835), 1550 (1859), 2306 (1870), 2605 (1875), 2903 (1886), 2027/1947 нем. (1897), 2197 (1905), 2468/2351 нем. (1930), 2719/2675 нем. (1939).

## Религия
Было центром пиетизма в Бессарабии.